# Freiung

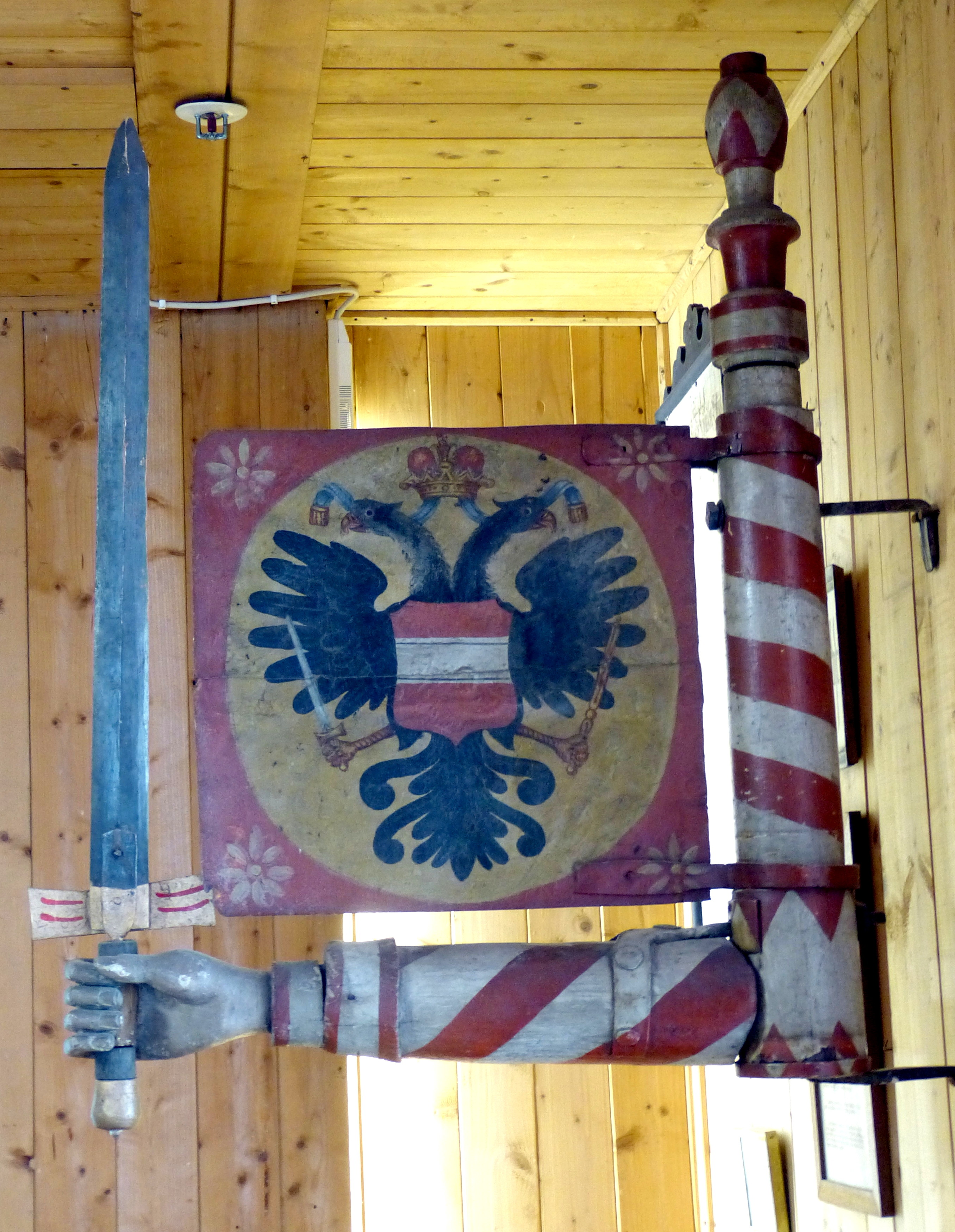
Freiungszeichen der Stadt Freistadt (Oberösterreich), Mühlviertler Schlossmuseum, Freistadt

Eine Freiung war im Mittelalter ein Gebiet, in dessen Grenzen die Befreiung von sonst allgemein gültigen Steuerabgaben oder anderen Rechtsvorschriften galt.
Freiung als Befreiung von bestimmten Steuerabgaben findet sich auch in den Begriffen „Freihaus“ und „Bergfreiheit“ wieder. Es handelte sich bei dieser Vergünstigung im einen Fall um ein (Standes-)Privileg aufgrund einer herausragenden Position, im anderen Fall um einen Anreiz zur Neuansiedlung und wirkte damit sogar namensgebend für diverse Ortschaften, z. B. Freyung, Freihung, Freiberg, Bergfreiheit und Freistatt.

## Beschreibung
Freiung wird auch als Befreiung vor rechtlicher Verfolgung verwendet. Für die Orte Absberg oder Oberkotzau bedeutete dieses Privileg, dass aufgrund von Rechtsbrüchen Verfolgte hier innerhalb der Freiungsgrenzen Asyl bekommen würden. Sie waren damit einer strafrechtlichen Verfolgung entzogen. Dies beugte insbesondere Schnelljustiz, wie im Fehdewesen möglich, oder Blutrache vor. In einigen Fällen hatten Rechtsbrüchige tatsächliche Verfolger und waren erst mit Überschreitung der Freiungsgrenzen, die z. B. mit Grenzsteinen sichtbar markiert waren, vor ihnen sicher. Damit war die Freiung auch ein besonderes rechtliches Privileg kleiner Herrschaften, ebenso wie beispielsweise die Niedere Gerichtsbarkeit oder die Blutgerichtsbarkeit und stand unter kaiserlichem Schutz. Die Freiung galt in der Regel nicht bei einzelnen besonders schweren Vergehen, in Absberg fasste man darunter aber lediglich Majestätsbeleidigung und Mord. Freiungen gab es vom Mittelalter bis ins 19. Jahrhundert und wurden dann erst im Sinne der Gleichheit vor der Justiz, einer festen Prozessordnung und einem gewandelten Rechtsbewusstsein abgeschafft.

## Beispiele
Beispiele für Freiungen:
- Absberg
- Burg Hohenberg, Hohenberg an der Eger
- Freyung, Stadtviertel in Landshut
- Oberkotzau
- Freihung

In Peggau in der Steiermark wird seit 1980 wieder traditionell der Freyungsarm zur Marktzeit an den Pranger aus 1618 gesteckt – und zwar „sechs Wochen vor und nach St. Margaretha“.